# Kitty, a Fair But Frozen Maid
Kitty, demoiselle accorte, mais glaciale

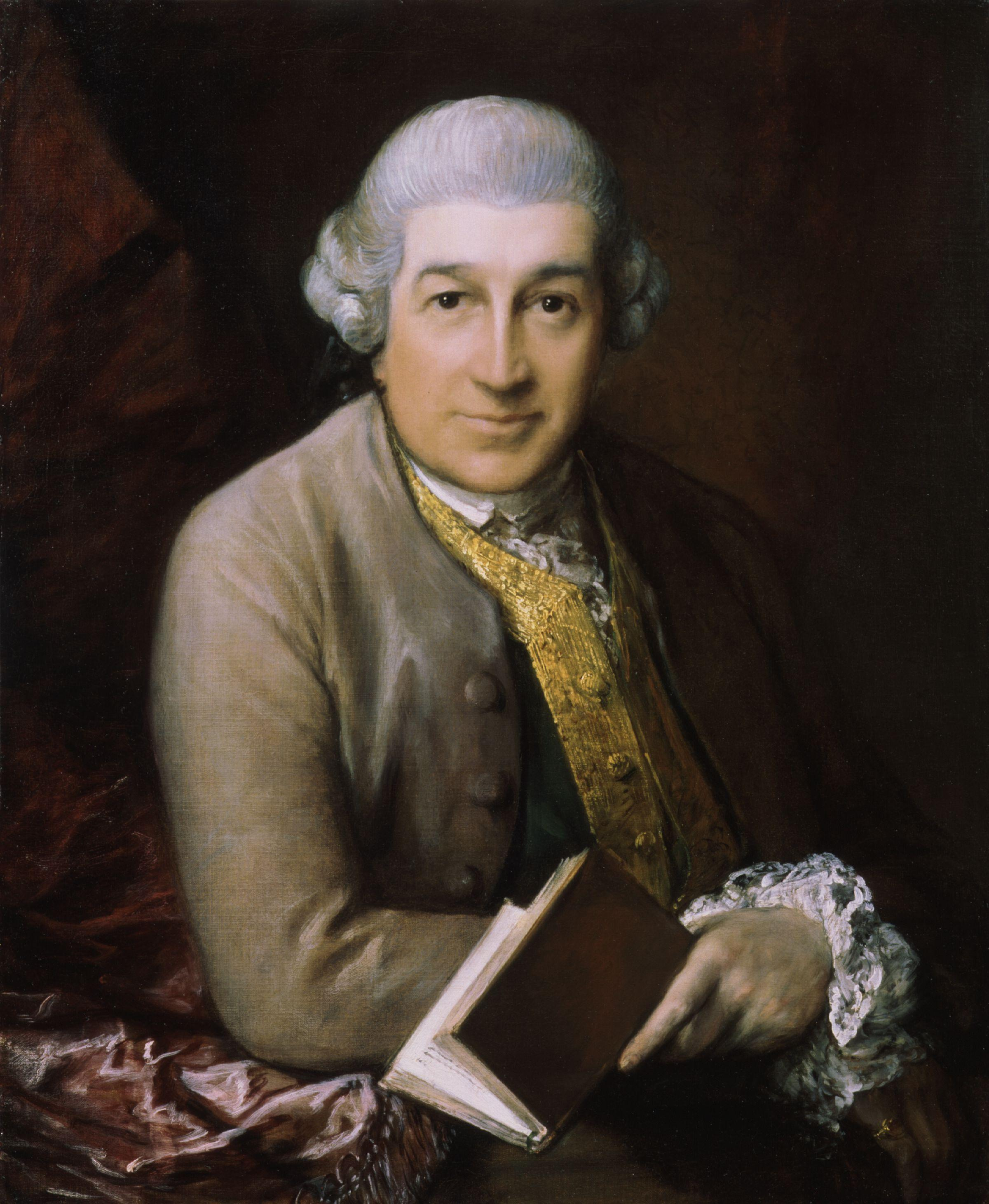
Portrait de David Garrick
par Thomas Gainsborough.

Kitty, a Fair But Frozen Maid (littéralement Kitty, demoiselle accorte, mais glaciale) est une devinette un peu scabreuse proposée par l'acteur et écrivain David Garrick et publiée dans le London Chronicle des 19-21 mai 1757.
Une référence à cette devinette se trouve dans le roman de Jane Austen, Emma, dans la bouche du très respectable Mr Woodhouse, le père d'Emma (volume I, chapitre IX). Lors de la publication du roman, en décembre 1815, cette devinette était déjà ancienne, contribuant ainsi à situer Mr Woodhouse dans la génération antérieure. Il est d'autre part manifeste qu'il ne se rappelle pas l'ensemble de la devinette, ni son implication polissonne.

## Texte et traduction
| KITTY, a fair but frozen maid, Kindled a flame I yet deplore; The hood-wink'd boy I call'd in aid, Tho' much of his approach afraid, So fatal to my suit before. At length, propitious to my prayer, The little urchin came; From earth I saw him mount in air, And soon he cool'd with dext'rous care, The relics of my flame. Say, by what title, or what name, Must I the youth address? Cupid and he are not the same, Tho' both can raise, or quench a flame — I'll kiss you if you guess. | KITTY, demoiselle accorte, mais glaciale, Alluma une flamme que je déplore encore ; Le garçonnet aux yeux masqués j'appelais à mon aide, Bien que craignant fort son approche, Déjà si fatale à mon habit. Enfin, répondant à ma prière, le petit fripon arriva ; Du sol, je le vis s'élever en l'air, Et bientôt, par ses soins pleins d'adresse, il refroidit Les restes de ma flamme. Dis-moi, de quel titre, ou de quel nom, Dois-je saluer ce garçon ? Cupidon et lui ne sont point identiques, Et pourtant tous deux peuvent allumer ou éteindre une flamme - Je t'embrasserai si tu devines. |

## Solution
La réponse conventionnelle à laquelle on pense tout d'abord est « Cupidon », le jeune garçon aux yeux bandés qui s'élève dans les airs, et allume ou éteint à volonté les feux de l'amour. 
Mais il s'agit d'une fausse piste, voulue par David Garrick, car la bonne réponse - ambiguë car à double sens - est « petit ramoneur » (chimney sweep).
Ce genre de devinette un peu coquine était typique des goûts du début du XVIIIe siècle.
Cependant, il existe une variante plus longue au texte ci-dessus, conduisant certains commentateurs à des interprétations plus osées.